# Piłka nożna w Polsce (2002/2003)
Piłka nożna w Polsce - sezon 2002/2003
Mistrz Polski: Wisła Kraków
- Wicemistrz Polski: Dyskobolia Grodzisk Wielkopolski
- Zdobywca Pucharu Polski: Wisła Kraków
- start w eliminacjach Ligi Mistrzów: Wisła Kraków
- start w Pucharze UEFA: Dyskobolia Grodzisk Wielkopolski, GKS Katowice, Wisła Płock (jako finalista PP)

- I liga polska w piłce nożnej (2002/2003)
- II liga polska w piłce nożnej (2002/2003)
- III liga polska w piłce nożnej (2002/2003)
- IV liga polska w piłce nożnej (2002/2003)
- V liga polska w piłce nożnej (2002/2003)
- A-klasa polska w piłce nożnej (2002/2003)
- B-klasa polska w piłce nożnej (2002/2003)
- C-klasa polska w piłce nożnej (2002/2003)